# CEEPUS
CEEPUS (od ang.Central European Exchange Program for University Studies) – program wymiany studentów obejmujący kraje Europy Środkowej.

## Kraje założycielskie
- Austria
- Bułgaria
- Polska
- Słowacja
- Słowenia
- Chorwacja
- Węgry

## Późniejsi członkowie
- Albania
- Bośnia i Hercegowina
- Czarnogóra
- Czechy
- Macedonia Północna
- Rumunia
- Serbia